# José Benito
José Manuel Rodríguez Benito (ur. 3 marca 1992 w Caudete) – hiszpański piłkarz występujący na pozycji obrońcy w klubie hiszpańskim SD Eibar.
W latach 2020-2022 reprezentował zespół Getafe..